# Grevillea pilosa
Grevillea pilosa är en tvåhjärtbladig växtart. Grevillea pilosa ingår i släktet Grevillea och familjen Proteaceae.

## Underarter
Arten delas in i följande underarter:
- G. p. pilosa
- G. p. redacta